# Eccellenza Campania 2014-2015
Il campionato italiano di calcio di Eccellenza regionale 2014-2015 è stata la ventiquattresima edizione del campionato di Eccellenza, quinta divisione del campionato italiano.
Di seguito sono raccolte le informazioni relative ai due gironi di Eccellenza organizzati dal Comitato Regionale Campania della Lega Nazionale Dilettanti nella stagione 2014-2015.

## Stagione

### Novità
In questa edizione il campionato di Eccellenza Campania era composto da 33 squadre divise in un girone da 16 ed uno da 17. Il girone A comprendeva dodici società della città metropolitana di Napoli (area nord-occidentale, insulare e vesuviana) e quattro della provincia di Caserta; il girone B era costituito da sette società della città metropolitana di Napoli (area orientale e meridionale), sei della provincia di Salerno, tre della provincia di Avellino ed una della provincia di Benevento.
L'organico delle aventi diritto a partecipare al torneo si compose di:
- ventidue società che avevano mantenuto la categoria nella stagione precedente;
- due società retrocesse dalla Serie D: Gladiator, Real Hyria;
- sei società promosse dalla Promozione: Aurunci, Campania, Forza e Coraggio, Herculaneum, Hermes Casagiove, Valdiano;
- due società ammesse a completamento quadri: Real Pontecagnano Faiano, San Tommaso.

Completò i ranghi la Nocerina che, estromessa dalla Lega Pro Prima Divisione nella stagione 2013-2014 ed assegnata al campionato d'Eccellenza regionale dal Consiglio Federale, fu ammessa in soprannumero allo scopo di non ledere gli interessi di quelle società che avevano presentato la domanda di ammissione al campionato entro i limiti richiesti.
Il Giugliano invece rinunciò ad iscriversi al campionato.

### Formula
Le squadre si affrontano in gare di andata e ritorno, per un totale di 30 incontri per squadra nel girone A e di 32 per squadra nel girone B. Sono assegnati tre punti per la vittoria, uno per il pareggio e zero per la sconfitta. Come nelle stagioni precedenti c'è l'obbligo di schierare in campo tre giocatori "giovani", nati nel 1995, 1996 e 1997 (uno per anno).
Al termine della stagione regolare la vincitrice di ciascun girone è ammessa alla Serie D. Sono previsti play-off in due turni, giocati in casa della meglio piazzata, che coinvolgono le squadre classificate dal secondo al quinto posto di ciascun girone: la squadra vincente supera il turno, mentre in caso di parità di punteggio dopo 120 minuti passa la squadra che gioca in casa. La vincitrice dei play-off di girone è ammessa alla fase nazionale dei play-off (altri due turni) per l'ammissione alla Serie D. Il turno di play-off tra seconda e quinta o tra terza e quarta non si disputa se la differenza in classifica tra le squadre è pari o superiore ai dieci punti. Inoltre, se la distanza tra la seconda e la terza è pari o superiore a dieci punti, i play-off di girone non vengono disputati e la seconda classificata è ammessa direttamente alla fase nazionale.
Per quanto riguarda le retrocessioni, l'ultima classificata di ciascun girone retrocede direttamente in Promozione. Sono inoltre disputati i play-out a turno unico, giocati in casa della meglio piazzata, tra quintultima e penultima e tra quartultima e terzultima di ciascun girone; le quattro perdenti retrocedono in Promozione ed in caso di parità di punteggio dopo 120 minuti retrocede la squadra che gioca fuori casa. Il turno di play-out non viene effettuato se la differenza tra le due contendenti è pari o superiore a dieci punti. Inoltre, se la distanza tra la quintultima e la quartultima è pari o superiore a dieci punti, i play-out di girone non vengono disputati e le classificate al terzultimo e penultimo posto sono retrocesse direttamente in Promozione.

## Girone A

### Squadre partecipanti
| Club                | Città                         | Stadio                                       | Stagione 2013-2014           |
| ------------------- | ----------------------------- | -------------------------------------------- | ---------------------------- |
| Atletico Casalnuovo | Forio (NA)                    | Stadio Vincenzo Patalano (Lacco Ameno)       | 5° in Eccellenza Campania/A  |
| Aurunci             | Sessa Aurunca (CE)            | Stadio Salvatore Gregorio Conte (Mondragone) | 2° in Promozione Campania/A  |
| A.V. Herculaneum    | Ercolano (NA)                 | Stadio Raffaele Solaro                       | 1° in Promozione Campania/B  |
| Campania            | Napoli                        | Stadio Paolo Borsellino (Volla)              | 2° in Promozione Campania/B  |
| Gladiator           | Santa Maria Capua Vetere (CE) | Stadio Mario Piccirillo                      | 17° in Serie D/H             |
| Hermes Casagiove    | Casagiove (CE)                | Stadio Comunale (Curti)                      | 1° in Promozione Campania/A  |
| Isola di Procida    | Procida (NA)                  | Stadio Mario Spinetti                        | 9° in Eccellenza Campania/A  |
| Turris              | Torre del Greco (NA)          | Stadio Amerigo Liguori                       | 11° in Eccellenza Campania/A |
| Portici             | Portici (NA)                  | Stadio San Ciro                              | 10° in Eccellenza Campania/A |
| Puteolana 1909      | Pozzuoli (NA)                 | Stadio Domenico Conte                        | 12° in Eccellenza Campania/A |
| Quarto              | Quarto (NA)                   | Stadio Castrese Giarrusso                    | 2° in Eccellenza Campania/A  |
| San Giorgio 1926    | San Giorgio a Cremano (NA)    | Stadio Raffaele Paudice                      | 13° in Eccellenza Campania/A |
| Sibilla             | Bacoli (NA)                   | Stadio Tony Chiovato                         | 8° in Eccellenza Campania/A  |
| Stasia              | Sant'Anastasia (NA)           | Stadio Agostino De Cicco                     | 3° in Eccellenza Campania/A  |
| Virtus Carano       | San Felice a Cancello (CE)    | Stadio Cav. Pasquale De Lucia                | 6° in Eccellenza Campania/A  |
| Virtus Volla        | Volla (NA)                    | Stadio Paolo Borsellino                      | 4° in Eccellenza Campania/A  |

### Classifica finale
|  | Pos. | Squadra             | Pt | G  | V  | N  | P  | GF | GS | DR  |
|  | ---- | ------------------- | -- | -- | -- | -- | -- | -- | -- | --- |
|  | 1.   | Turris              | 72 | 30 | 22 | 6  | 2  | 62 | 15 | +47 |
|  | 2.   | Aurunci             | 68 | 30 | 21 | 5  | 4  | 43 | 17 | +26 |
|  | 3.   | Herculaneum         | 59 | 30 | 17 | 8  | 5  | 50 | 22 | +28 |
|  | 4.   | Virtus Volla        | 50 | 30 | 14 | 8  | 8  | 50 | 35 | +15 |
|  | 5.   | Virtus Carano       | 43 | 30 | 12 | 7  | 11 | 43 | 44 | -1  |
|  | 6.   | Portici             | 40 | 30 | 12 | 4  | 14 | 43 | 41 | +2  |
|  | 7.   | Gladiator           | 38 | 30 | 11 | 7  | 12 | 41 | 40 | +1  |
|  | 8.   | Campania            | 38 | 30 | 9  | 11 | 10 | 37 | 44 | -7  |
|  | 9.   | Sibilla             | 37 | 30 | 10 | 7  | 13 | 41 | 48 | -7  |
|  | 10.  | Stasia              | 36 | 30 | 9  | 9  | 12 | 37 | 42 | -5  |
|  | 11.  | San Giorgio 1926    | 35 | 30 | 11 | 2  | 17 | 30 | 47 | -17 |
|  | 12.  | Isola di Procida    | 35 | 30 | 9  | 8  | 13 | 31 | 41 | -10 |
|  | 13.  | Atletico Casalnuovo | 30 | 30 | 8  | 6  | 16 | 40 | 50 | -10 |
|  | 14.  | Quarto              | 28 | 30 | 7  | 7  | 16 | 32 | 46 | -14 |
|  | 15.  | Hermes Casagiove    | 28 | 30 | 6  | 10 | 14 | 24 | 48 | -24 |
|  | 16.  | Puteolana 1909      | 25 | 30 | 6  | 7  | 17 | 20 | 44 | -24 |

Legenda:

      Promossa in Serie D 2015-2016.

      Ammessa ai play-off nazionali.

      Retrocesse in Promozione 2015-2016.

Note:

Tre punti a vittoria, uno a pareggio, zero a sconfitta.
- Gladiator penalizzato di due punti.

### Risultati

#### Tabellone
|                     | A.V | ATL | AUR | CAM | GLA | HER | ISO | MIA | POR | PUT | QUA | SAN | SIB | STA | VIR | VIR |
| A.V. Herculaneum    |     | 0-0 | 2-1 | 4-1 | 4-0 | 2-0 | 0-0 | 0-2 | 2-0 | 0-1 | 3-0 | 1-1 | 2-1 | 2-2 | 1-0 | 3-1 |
| Atletico Casalnuovo | 2-4 |     | 1-2 | 2-2 | 0-3 | 0-0 | 3-1 | 0-1 | 2-1 | 5-0 | 2-1 | 1-0 | 2-2 | 1-2 | 1-2 | 1-3 |
| Aurunci             | 1-1 | 1-0 |     | 2-0 | 2-0 | 5-1 | 0-0 | 1-0 | 0-3 | 1-0 | 1-0 | 1-0 | 2-0 | 2-0 | 1-0 | 0-0 |
| Campania            | 0-1 | 2-1 | 0-1 |     | 2-3 | 1-1 | 2-0 | 2-2 | 0-2 | 2-1 | 3-1 | 1-0 | 1-1 | 2-2 | 2-1 | 1-0 |
| Gladiator           | 1-1 | 3-1 | 0-1 | 2-0 |     | 0-1 | 1-0 | 0-1 | 1-1 | 0-0 | 3-1 | 0-1 | 2-5 | 3-0 | 3-1 | 1-2 |
| Hermes Casagiove    | 1-0 | 1-1 | 0-1 | 0-1 | 1-1 |     | 1-1 | 0-4 | 0-1 | 1-0 | 2-0 | 2-0 | 1-4 | 1-3 | 2-2 | 3-0 |
| Isola di Procida    | 0-3 | 1-2 | 1-1 | 3-0 | 2-2 | 2-0 |     | 0-1 | 2-0 | 2-2 | 0-1 | 1-0 | 2-2 | 1-0 | 1-1 | 1-6 |
| Miano               | 2-2 | 5-2 | 1-0 | 1-0 | 2-0 | 7-0 | 2-0 |     | 0-0 | 3-0 | 1-1 | 4-0 | 3-2 | 2-1 | 2-0 | 1-1 |
| Portici             | 1-2 | 1-3 | 0-3 | 1-1 | 4-1 | 2-0 | 0-1 | 0-1 |     | 2-1 | 1-2 | 5-1 | 1-2 | 4-2 | 2-0 | 2-0 |
| Puteolana 1909      | 1-1 | 1-0 | 0-1 | 2-2 | 0-3 | 1-1 | 1-0 | 0-2 | 1-0 |     | 1-1 | 0-1 | 1-0 | 3-3 | 0-2 | 0-2 |
| Quarto              | 0-1 | 1-2 | 1-2 | 1-1 | 1-2 | 3-0 | 0-3 | 0-3 | 0-1 | 1-2 |     | 2-2 | 3-1 | 1-0 | 1-2 | 1-1 |
| San Giorgio         | 1-0 | 3-1 | 0-3 | 3-0 | 1-0 | 2-1 | 2-0 | 0-5 | 3-2 | 1-0 | 0-2 |     | 1-2 | 0-2 | 1-2 | 3-2 |
| Sibilla             | 0-4 | 0-0 | 2-1 | 3-3 | 1-0 | 0-0 | 1-3 | 1-2 | 1-2 | 2-1 | 1-2 | 1-0 |     | 0-1 | 3-2 | 1-1 |
| Stasia              | 0-1 | 2-1 | 0-1 | 2-2 | 1-3 | 1-1 | 2-3 | 0-0 | 3-1 | 1-0 | 0-0 | 1-0 | 1-2 |     | 2-0 | 0-2 |
| Virtus Carano       | 2-1 | 2-1 | 2-3 | 0-2 | 2-2 | 2-2 | 2-0 | 1-0 | 2-2 | 2-0 | 2-2 | 3-2 | 2-0 | 2-2 |     | 1-0 |
| Virtus Volla        | 0-2 | 3-2 | 2-2 | 1-1 | 1-1 | 1-0 | 3-0 | 1-2 | 4-1 | 2-0 | 3-2 | 2-1 | 2-0 | 1-1 | 3-1 |     |

### Spareggi

#### Play-off

##### Tabellone
|  | Primo turno | Primo turno      | Primo turno |              |   | Secondo turno | Secondo turno | Secondo turno |  |
|  |             |                  |             |              |   |               |               |               |  |
|  |             |                  |             |              |   | 2             | Aurunci       | 1             |  |
|  |             |                  |             |              |   | 2             | Aurunci       | 1             |  |
|  |             |                  |             | Virtus Volla | 0 |               |               |               |  |
|  | 3           | A.V. Herculaneum | 0           | Virtus Volla | 0 |               |               |               |  |
|  | 3           | A.V. Herculaneum | 0           |              |   |               |               |               |  |
|  | 4           | Virtus Volla     | 2           |              |   |               |               |               |  |

##### Primo turno
| Squadra 1        | Risultato | Squadra 2    |
| ---------------- | --------- | ------------ |
| A.V. Herculaneum | 0 - 2     | Virtus Volla |

| Arbitro: | Piacenza (Bari) |

|  |           |                       |
|  | Marcatori | 42’ Loreto 65’ Solano |

##### Secondo turno
| Squadra 1 | Risultato | Squadra 2    |
| --------- | --------- | ------------ |
| Aurunci   | 1 - 0     | Virtus Volla |

| Arbitro: | Panettella (Bari) |

|             |           |  |
| Palumbo 84’ | Marcatori |  |

#### Play-out
| Squadra 1           | Risultato | Squadra 2        |
| ------------------- | --------- | ---------------- |
| Isola di Procida    | 0 - 1     | Hermes Casagiove |
| Atletico Casalnuovo | 2 - 1     | Quarto           |

| Arbitro: | Sili (Viterbo) |

|  |           |                  |
|  | Marcatori | 15’ (rig.) Russo |

| Arbitro: | Ancora (Roma) |

|                        |           |            |
| Romano 29’ Fanelli 76’ | Marcatori | 85’ Ciocia |

### Verdetti finali
- Miano promossa in Serie D.
- Aurunci vince i play-off regionali, ma viene eliminato nei play-off nazionali.
- Puteolana 1909 retrocesso in Promozione.
- Quarto retrocesso e non iscritto alla stagione successiva.
- Isola di Procida inizialmente retrocesso in Promozione, viene successivamente ripescato.

## Girone B

### Squadre partecipanti
| Club                     | Città                    | Stadio                                                                | Stagione 2013-2014                |
| ------------------------ | ------------------------ | --------------------------------------------------------------------- | --------------------------------- |
| Città di Agropoli        | Campagna (SA)            | Stadio Dony Rocco                                                     | 3° in Eccellenza Campania/B       |
| Eclanese                 | Mirabella Eclano (AV)    | Stadio Nuovo Lando D'Elia                                             | 14° in Eccellenza Campania/B      |
| Faiano                   | Pontecagnano Faiano (SA) | Stadio 23 giugno 1978                                                 | 6° in Eccellenza Campania/B       |
| Forza e Coraggio         | Benevento                | Campo Sportivo Mellusi 1                                              | 1° in Promozione Campania/C       |
| Libertas Stabia          | Gragnano (NA)            | Stadio Romeo Menti (Castellammare di Stabia)                          | 4° in Eccellenza Campania/B       |
| Mariglianese             | Marigliano (NA)          | Stadio Comunale (Brusciano)                                           | 8° in Eccellenza Campania/B       |
| Massa Lubrense           | Massa Lubrense (NA)      | Stadio Marcellino Cerulli                                             | 7° in Eccellenza Campania/B       |
| Nocerina                 | Nocera Inferiore (SA)    | Stadio Alfaterno, Stadio San Francesco d'Assisi, Stadio Pasquale Novi | 17° in Lega Pro Prima Divisione/B |
| Palmese                  | Palma Campania (NA)      | Stadio Comunale                                                       | 12° in Eccellenza Campania/B      |
| Pro Scafatese            | Scafati (SA)             | Stadio 28 settembre 1943                                              | 5° in Eccellenza Campania/B       |
| Real Hyria               | Vico Equense (NA)        | Stadio Comunale Massaquano                                            | 13° in Serie D/H                  |
| Real Pontecagnano Faiano | Pontecagnano Faiano (SA) | Stadio 23 giugno 1978                                                 | 2° in Promozione Campania/D       |
| Sant'Agnello             | Sant'Agnello (NA)        | Stadio Italia (Sorrento)                                              | 10° in Eccellenza Campania/B      |
| Sant'Antonio Abate       | Sant'Antonio Abate (NA)  | Stadio Vigilante Varone                                               | 9° in Eccellenza Campania/B       |
| San Tommaso              | Avellino                 | Stadio Annino Roca                                                    | 3° in Promozione Campania/C       |
| Valdiano                 | Teggiano (SA)            | Stadio Antonio Vertucci                                               | 1° in Promozione Campania/D       |
| Vis Ariano Accadia       | Ariano Irpino (AV)       | Stadio Silvio Renzulli                                                | 11° in Eccellenza Campania/B      |

### Classifica finale
|  | Pos. | Squadra                  | Pt | G  | V  | N  | P  | GF | GS | DR  |
|  | ---- | ------------------------ | -- | -- | -- | -- | -- | -- | -- | --- |
|  | 1.   | Gragnano Calcio          | 78 | 32 | 24 | 6  | 2  | 61 | 19 | +42 |
|  | 2.   | Sant'Agnello             | 72 | 32 | 21 | 9  | 2  | 55 | 19 | +36 |
|  | 3.   | Pro Scafatese            | 68 | 32 | 19 | 11 | 2  | 56 | 25 | +31 |
|  | 4.   | Real Hyria               | 59 | 32 | 17 | 8  | 7  | 53 | 26 | +27 |
|  | 5.   | Mariglianese             | 44 | 32 | 10 | 14 | 8  | 45 | 38 | +7  |
|  | 6.   | Faiano                   | 44 | 32 | 11 | 11 | 10 | 29 | 30 | -1  |
|  | 7.   | Valdiano                 | 39 | 32 | 10 | 9  | 13 | 38 | 45 | -7  |
|  | 8.   | Sant'Antonio Abate       | 39 | 32 | 10 | 9  | 13 | 32 | 41 | -9  |
|  | 9.   | Nocerina                 | 39 | 32 | 9  | 12 | 11 | 43 | 45 | -2  |
|  | 10.  | San Tommaso              | 38 | 32 | 10 | 8  | 14 | 53 | 48 | +5  |
|  | 11.  | Palmese                  | 37 | 32 | 9  | 10 | 13 | 30 | 46 | -16 |
|  | 12.  | Città di Agropoli        | 36 | 32 | 9  | 9  | 14 | 32 | 37 | -5  |
|  | 13.  | Forza e Coraggio         | 35 | 32 | 6  | 17 | 9  | 27 | 37 | -10 |
|  | 14.  | Massa Lubrense           | 32 | 32 | 9  | 5  | 18 | 35 | 51 | -16 |
|  | 15.  | Real Pontecagnano Faiano | 31 | 32 | 5  | 16 | 11 | 34 | 41 | -7  |
|  | 16.  | Vis Ariano Accadia       | 25 | 32 | 7  | 4  | 21 | 21 | 58 | -37 |
|  | 17.  | Eclanese                 | 18 | 32 | 4  | 6  | 22 | 21 | 59 | -38 |

Legenda:

      Promossa in Serie D 2015-2016.

      Ammessa ai play-off nazionali.

      Retrocesse in Promozione 2015-2016.

Note:

Tre punti a vittoria, uno a pareggio, zero a sconfitta.

### Risultati

#### Tabellone
|                          | CIT | ECL | FAI | FOR | LIB | MAR | MAS | NOC | PAL | PRO | REA | REA | SAN | SAN | SAN | VAL | VIS |
| Città di Agropoli        |     | 4-1 | 2-0 | 0-0 | 1-2 | 0-0 | 2-1 | 1-1 | 1-3 | 1-1 | 2-1 | 1-0 | 0-2 | 1-2 | 1-1 | 1-2 | 2-0 |
| Eclanese                 | 0-1 |     | 0-0 | 2-2 | 0-2 | 0-2 | 1-0 | 0-3 | 0-1 | 0-4 | 0-2 | 2-2 | 1-3 | 1-2 | 0-1 | 1-1 | 2-0 |
| Faiano                   | 1-0 | 1-0 |     | 1-1 | 0-1 | 0-0 | 2-1 | 3-0 | 1-0 | 1-2 | 0-1 | 1-1 | 0-0 | 1-0 | 1-1 | 2-0 | 1-0 |
| Forza e Coraggio         | 1-0 | 3-1 | 1-1 |     | 0-0 | 0-4 | 0-0 | 1-1 | 0-1 | 2-2 | 1-0 | 0-0 | 2-1 | 1-1 | 1-1 | 1-1 | 1-0 |
| Libertas Stabia          | 0-0 | 4-1 | 2-1 | 3-0 |     | 2-0 | 2-2 | 3-2 | 1-0 | 2-1 | 0-0 | 1-0 | 1-0 | 1-1 | 3-0 | 5-1 | 2-0 |
| Mariglianese             | 1-1 | 4-1 | 3-3 | 1-1 | 0-4 |     | 2-1 | 3-2 | 2-2 | 0-0 | 0-1 | 1-1 | 2-1 | 1-1 | 0-1 | 1-1 | 4-0 |
| Massa Lubrense           | 1-0 | 0-1 | 2-1 | 0-1 | 1-0 | 1-2 |     | 3-1 | 2-1 | 2-2 | 1-3 | 1-2 | 5-2 | 0-2 | 3-1 | 1-1 | 1-0 |
| Nocerina                 | 2-2 | 3-0 | 1-2 | 2-1 | 1-3 | 2-2 | 4-2 |     | 1-1 | 0-0 | 1-1 | 2-0 | 2-1 | 0-2 | 1-1 | 0-1 | 2-0 |
| Palmese                  | 2-3 | 1-1 | 1-0 | 0-0 | 0-4 | 1-1 | 1-0 | 0-1 |     | 1-3 | 1-1 | 1-1 | 2-1 | 0-0 | 1-3 | 4-3 | 2-0 |
| Pro Scafatese            | 2-1 | 2-0 | 1-0 | 3-1 | 2-2 | 1-0 | 2-1 | 1-1 | 3-0 |     | 1-3 | 1-0 | 3-1 | 2-2 | 3-0 | 2-0 | 2-0 |
| Real Hyria               | 2-0 | 2-1 | 0-0 | 3-2 | 0-1 | 1-2 | 3-0 | 3-0 | 3-0 | 1-1 |     | 1-0 | 3-1 | 0-0 | 1-1 | 4-1 | 5-0 |
| Real Pontecagnano Faiano | 0-1 | 4-0 | 1-1 | 1-1 | 0-1 | 1-0 | 1-1 | 2-2 | 0-0 | 1-2 | 2-3 |     | 2-2 | 1-4 | 2-2 | 0-0 | 1-1 |
| San Tommaso              | 2-1 | 1-1 | 0-0 | 2-2 | 1-2 | 3-3 | 5-0 | 1-1 | 3-1 | 1-2 | 0-0 | 3-1 |     | 0-1 | 2-3 | 2-0 | 6-1 |
| Sant'Agnello             | 2-0 | 1-0 | 4-0 | 3-0 | 1-0 | 2-1 | 2-0 | 4-3 | 2-0 | 0-0 | 1-0 | 1-1 | 3-1 |     | 2-1 | 4-1 | 3-0 |
| Sant'Antonio Abate       | 2-1 | 1-0 | 0-1 | 1-0 | 1-2 | 1-1 | 0-1 | 1-0 | 1-2 | 0-2 | 2-0 | 2-2 | 1-4 | 0-1 |     | 0-0 | 0-1 |
| Valdiano                 | 1-1 | 2-1 | 1-2 | 1-0 | 1-3 | 2-0 | 2-0 | 0-1 | 4-1 | 2-2 | 2-0 | 1-2 | 0-1 | 0-0 | 1-0 |     | 3-0 |
| Vis Ariano               | 1-0 | 0-2 | 3-1 | 0-0 | 1-2 | 0-2 | 2-1 | 0-0 | 0-0 | 0-1 | 2-5 | 1-2 | 2-0 | 2-1 | 1-2 | 3-2 |     |

### Spareggi

#### Play-off

##### Tabellone
|  | Primo turno | Primo turno   | Primo turno |               |   | Secondo turno | Secondo turno | Secondo turno |  |
|  |             |               |             |               |   |               |               |               |  |
|  |             |               |             |               |   | 2             | Sant'Agnello  | 4             |  |
|  |             |               |             |               |   | 2             | Sant'Agnello  | 4             |  |
|  |             |               |             | Pro Scafatese | 2 |               |               |               |  |
|  | 3           | Pro Scafatese | 0           | Pro Scafatese | 2 |               |               |               |  |
|  | 3           | Pro Scafatese | 0           |               |   |               |               |               |  |
|  | 4           | Real Hyria    | 0           |               |   |               |               |               |  |

##### Primo turno
| Squadra 1     | Risultato   | Squadra 2  |
| ------------- | ----------- | ---------- |
| Pro Scafatese | 0 - 0 (dts) | Real Hyria |

| Scafati 3 maggio 2015, ore 16:30 CEST | Pro Scafatese      | 0 – 0 (d.t.s.) | Real Hyria | Stadio 28 settembre 1943\| Arbitro: \| De Tommaso (Rieti) \| |
| Arbitro:                              | De Tommaso (Rieti) |                |            |                                                              |

##### Secondo turno
| Squadra 1    | Risultato | Squadra 2     |
| ------------ | --------- | ------------- |
| Sant'Agnello | 4 - 2     | Pro Scafatese |

| Arbitro: | Repace (Perugia) |

|                                          |           |                                      |
| G. Sibilli 3’, 36’ Russo 22’ De Rosa 72’ | Marcatori | 41’ (rig.) Guadagno 77’ (aut.) Russo |

#### Play-out
| Squadra 1      | Risultato   | Squadra 2                |
| -------------- | ----------- | ------------------------ |
| Massa Lubrense | 2 - 2 (dts) | Real Pontecagnano Faiano |

| Arbitro: | Votta (Moliterno) |

|                           |           |                |
| Montaperto 14’ Aiello 84’ | Marcatori | 50’, 53’ Lauro |

### Verdetti finali
- Libertas Stabia promossa in Serie D.
- Sant'Agnello vince i play-off regionali, ma viene eliminato nei play-off nazionali.
- Vis Ariano, Eclanese e, dopo i play-out, Real Pontecagnano Faiano retrocesse in Promozione.
- Real Hyria e Forza e Coraggio iscritte in Prima Categoria.
- Nocerina non iscritta alla stagione successiva